# أياكس أمستردام موسم 2008–09
كان موسم 2008–09 هو الموسم الـ109 لنادي أياكس والموسم الـ53 على التوالي للنادي في الدوري الهولندي.